# Province de Sékong

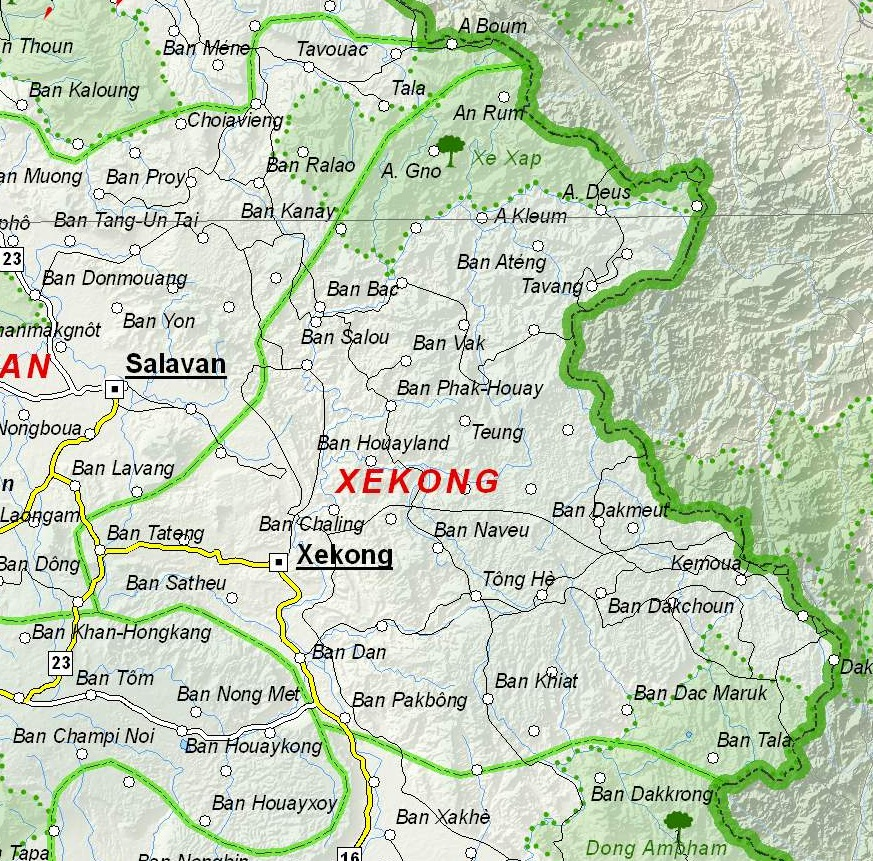
Carte de la province

Située dans le sud-est du Laos, la province de Sékong est la moins peuplée et la plus pauvre du pays. Elle a été formée en 1983, par séparation d'avec la province de Saravane. Sa capitale est Sékong, sur la rivière du même nom. Les Laos au sens strict y représentent moins de 5 % de la population, le reste étant constitué de minorités d'origine austro-asiatique (Lao theung).

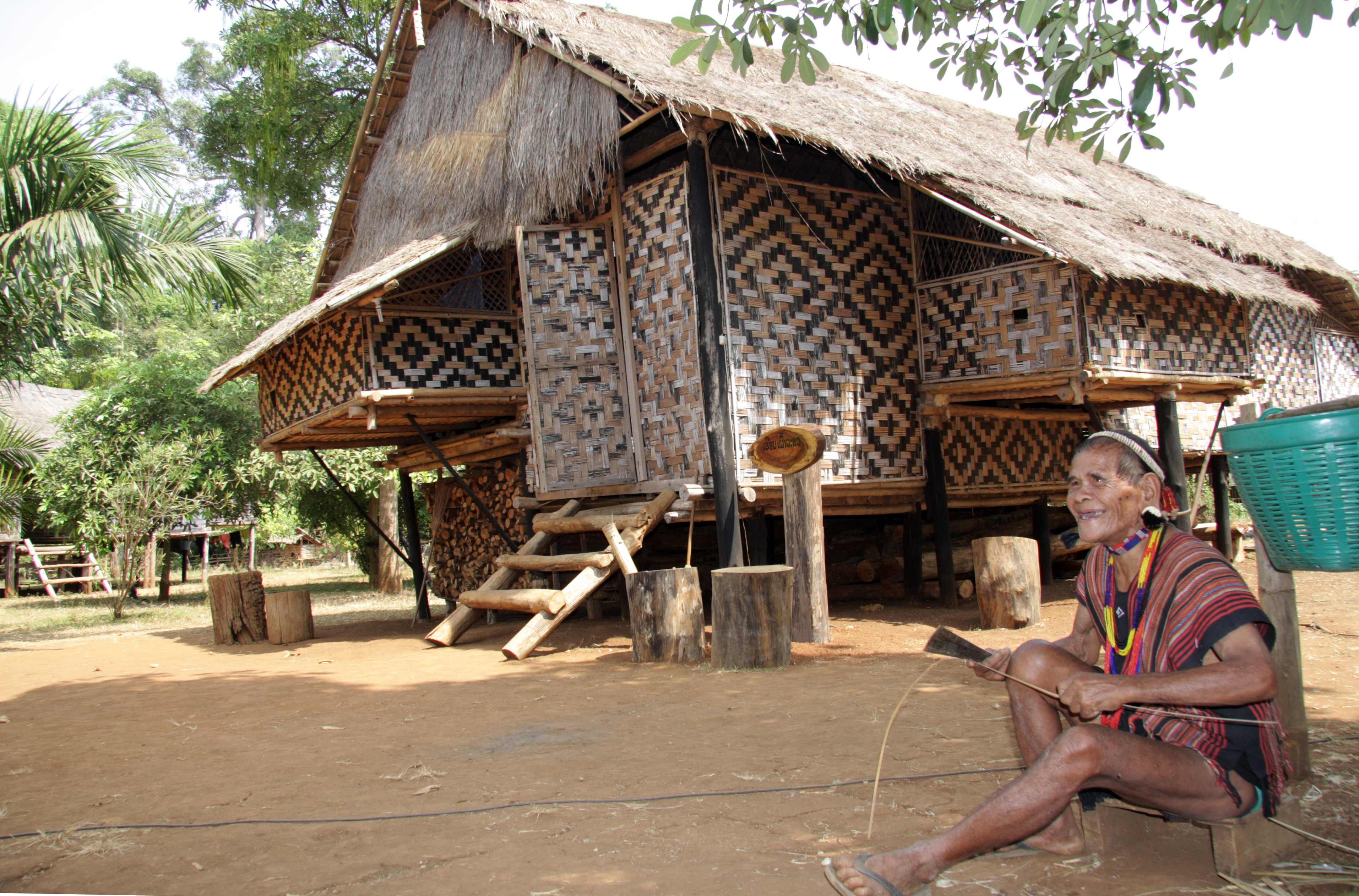
Un homme Brao près de sa maison. Laos, province de Sékong.

## Divisions administratives
La province est découpée en 4 muangs (ou districts) :
| Liste des Districts | Carte des districts de la province |
| --- | ---------------------------------- |
| - 13-01 : District de Lamarm - 13-02 : District de Kaleum - 13-03 : District de Dakcheung - 13-04 : District de Thateng | Carte des districts de la province |

## Géographie
La province de Sékong est limitée à l'est par la frontière vietnamienne, au sud par la province d'Attapeu, au sud-ouest par la province de Champassak et au Nord-Ouest par la province de Saravane. Elle est très montagneuse et isolée, particulièrement dans l'est. L'ouest est traversé par la Sé Kong (rivière Kong), qui prend sa source au Viêt Nam et se jette dans le Mékong au Cambodge.

## Indicateurs sociaux
La province de Sékong est la plus pauvre du Laos. 90 % des plus de 100 000 habitants vivent en zone rurale, seuls 64 % ont accès à l'eau potable et 70 % n'ont pas de toilettes correctes. Les deux districts orientaux, Dakcheung et Kaleum, sont inscrits sur la liste gouvernementale des 45 districts les plus pauvres du pays.
Selon un officiel cité par le Vientiane Times, la mortalité maternelle serait de 406 femmes pour 100 000 naissances, et la mortalité à la naissance de 48 nouveau-nés pour 1000. La mortalité infantile est de 65 enfants sur 1000 avant cinq ans. Selon cet officiel, les Objectifs du millénaire pour le développement de l'ONU pour 2015 (seulement 260 morts maternelles pour 100 000 naissances) ne devraient pas être atteints.
La province possède un hôpital de province, trois hôpitaux de districts, 16 dispensaires et 27 pharmacies privées.

## Tourisme
La province de Sékong est la moins visitée du pays : seulement 21 356 touristes en 2010.